# Яансон, Юрий Арноевич
Юрий (Юри) Арноевич Яансон (эст. Jüri Jaanson; 14 октября 1965, Тарту, Эстонская ССР, СССР) — советский и эстонский гребец. Один из самых успешных спортсменов в истории гребного спорта Эстонии. Участник шести Олимпийских игр. 
Депутат Рийгикогу с 2011 года по 2023 год. Заслуженный мастер спорта СССР (1990).

## Биография
Чемпион СССР в одиночках 1987, 1989, 1990 годов. На чемпионате мира 1989 года в Бледе в индивидуальной гонке выиграл бронзу. В следующем году выиграл золото на ЧМ по гребле в Тасмании. На ЧМ 1995 года в завоевал серебро в одиночке. На Олимпийских Играх 2004 года в Афинах он выиграл серебро в мужской индивидуальной гонке. В 2005 году вместе с Андреем Ямся, Тыну Эндрексоном и Леонидом Гуловым выиграл бронзу на чемпионате мира в парной четверке. С 2007 года начал выступать в парной двойке с Тыну Эндрексоном. В 41 год выиграл с ним бронзу чемпионата мира 2007 и серебро на пекинской олимпиаде в 2008.

## Награды
- Орден Орлиного креста 2 класса (2 февраля 2005 года)[1].
- Почётная грамота Президента Российской Федерации (30 июля 2010 года) — за большой вклад  в развитие сотрудничества с Российской Федерацией в области спорта[2]
- В 2011 году получил от Международной федерации гребного спорта (FISA) медаль Томаса Келлера в знак признания выдающейся карьеры в гребле[3].